# Kataoka Shichirō
Kataoka Shichirō est un nom japonais traditionnel ; le nom de famille (ou le nom d'école), Kataoka, précède donc le prénom (ou le nom d'artiste).
Le baron Kataoka Shichirō (片岡 七郎) (12 janvier 1854 - 11 janvier 1920) est un amiral de la marine impériale japonaise.

## Biographie
Né dans une famille samouraï du domaine de Satsuma (actuelle préfecture de Kagoshima), Kataoka entre dans la 3e promotion de l'académie navale impériale du Japon en 1871, et sert comme cadet sur la corvette Tsukuba.
Accompagné du prince Fushimi Hiroyasu, il part ensuite en Allemagne dans le cadre d'un échange d'étudiants. Il apprend à parler couramment l'allemand, le français, et l'anglais durant les 18 mois qu'il passe en Europe et est diplômé avec les honneurs. Il s'entraîne ensuite avec le futur amiral Yamamoto Gonnohyōe à bord des navires allemands Vineta et Leipzig en 1877 et 1878.
Nommé lieutenant, il sert à divers postes dans la flotte de 1881 à 1886. Son premier commandement est la corvette Tenryū (en) le 20 juin 1882. Kataoka est également instructeur pendant deux ans à l'académie navale impériale avant de repartir pour l'Allemagne en 1889 pour poursuivre ses études. Après la fin de celles-ci, il est assigné à Berlin comme attaché naval dont la première mission est d'assister les princes Higashifushimi Yorihito et Kikumaro Yamashina durant leur voyage en Europe. Il est rappelé au Japon au début de la première guerre sino-japonaise en 1894. Europe.
Nommé à l'État-major de la marine impériale japonaise durant les premiers mois de la guerre, Kataoka est rapidement placé à la tête de la corvette Kongō (en) puis du croiseur Naniwa (en) durant la campagne des Pescadores et l'invasion japonaise de Taïwan fin 1894 début 1895.
Après la guerre, Kataoka sert à divers postes dans la flotte et les bases navales et est promu contre-amiral en 1899 puis vice-amiral en 1903. Il refuse le poste de résident-général de Corée et de gouverneur-général de Taïwan en déclarant en tant que homme de la marine, il n'a pas les compétences pour les affaires à terre. En réalité, c'est parce qu'il a aucun intérêt de la politique.
Durant les premiers mois de la guerre russo-japonaise, Kataoka est nommé commandant de la 3e Flotte, un rassemblement d'antiques navires surnommé la « flotte amusante ». En dépit de cet assortiment hétéroclite de navires obsolètes, Kataoka se distingue en commandant les 5e et 6e divisions de bataille à partir du croiseur Nisshin durant la bataille de la mer Jaune, puis à partir du croiseur Itsukushima (en) à la bataille de Tsushima. Il mène également l'expédition de l'invasion de Sakhaline juste avant la conclusion du traité de Portsmouth.
Un an après la guerre, Kataoka devient chef du département des navires du ministère de la Marine. En 1907, il reçoit le titre de baron (danshaku) selon le système de noblesse kazoku, et est promu amiral et nommé commandant-en-chef de la 1re flotte en 1910 avant d'être placé dans la réserve l'année suivante.
Kataoka vit retiré jusqu'à sa mort en 1920. Sa tombe se trouve au cimetière de Tama à Tokyo.